# گمینا پیلزنو
گمینا پیلزنو (به لهستانی:  Gmina Pilzno) یک گمینا در لهستان است که در شهرستان دنبیتسا واقع شده‌است. گمینا پیلزنو ۱۶۵٫۲۱ کیلومتر مربع مساحت و ۱۷٬۲۸۹ نفر جمعیت دارد.